# مارتن ألين
مارتن ألين (بالإنجليزية: Martin Allen)‏ (14 أغسطس 1965 ريدنغ المملكة المتحدة - ) هو لاعب كرة قدم بريطاني يلعب كلاعب وسط.

## روابط خارجية
- مارتن ألين على موقع قاعدة بيانات كرة القدم.إي يو (الإنجليزية)
- مارتن ألين على موقع Soccerbase.com (مدرب) (الإنجليزية)
- مارتن ألين على موقع عالم كرة القدم.نت (الإنجليزية)